# Richard Crandall
Richard E. Crandall (29 de diciembre de 1947 - 20 de diciembre de 2012) fue un físico estadounidense y experto en informática que hizo importantes contribuciones a la teoría de números computacional.
Crandall fue más notable por el desarrollo de la base irracional de transformación discreta ponderada, un método importante de encontrar números primos muy grandes. Fue en varias ocasiones, jefe científico en NeXT Inc. y jefe criptógrafo de Apple. En el momento de su muerte el 20 de diciembre de 2012, Crandall fue el Profesor Vollum Adjunto de la Ciencia y director del Centro de Computación Avanzada en el Reed College. El lideraba una banda llamada The Chameleons en 1981. Crandall también fue distinguido científico de Apple y jefe del Grupo de Computación Avanzada de Apple. Su número Erdős es 2.
Fue galardonado con numerosas patentes por su trabajo en el campo de la criptografía. Crandall también fue propietario y operador de PSI Press, una editorial en línea.
Crandall murió en Portland, Oregón, en la mañana del 20 de diciembre de 2012 después de una breve lucha contra la leucemia aguda. Tenía 64 años de edad.

## Libros
- Pascal Applications for the Sciences. John Wiley & Sons, New York 1983.
- with M. M. Colgrove: Scientific Programming with Macintosh Pascal. John Wiley & Sons, New York 1986.
- Mathematica for the Sciences, Addison-Wesley, Reading, Mass, 1991.
- Projects in Scientific Computation. Springer 1994.
- Topics in Advanced Scientific Computation. Springer 1996.
- with M. Levich: A Network Orange. Springer 1997.
- with C. Pomerance: Prime numbers: A Computational Perspective. Springer 2001.